# Déshydrateur

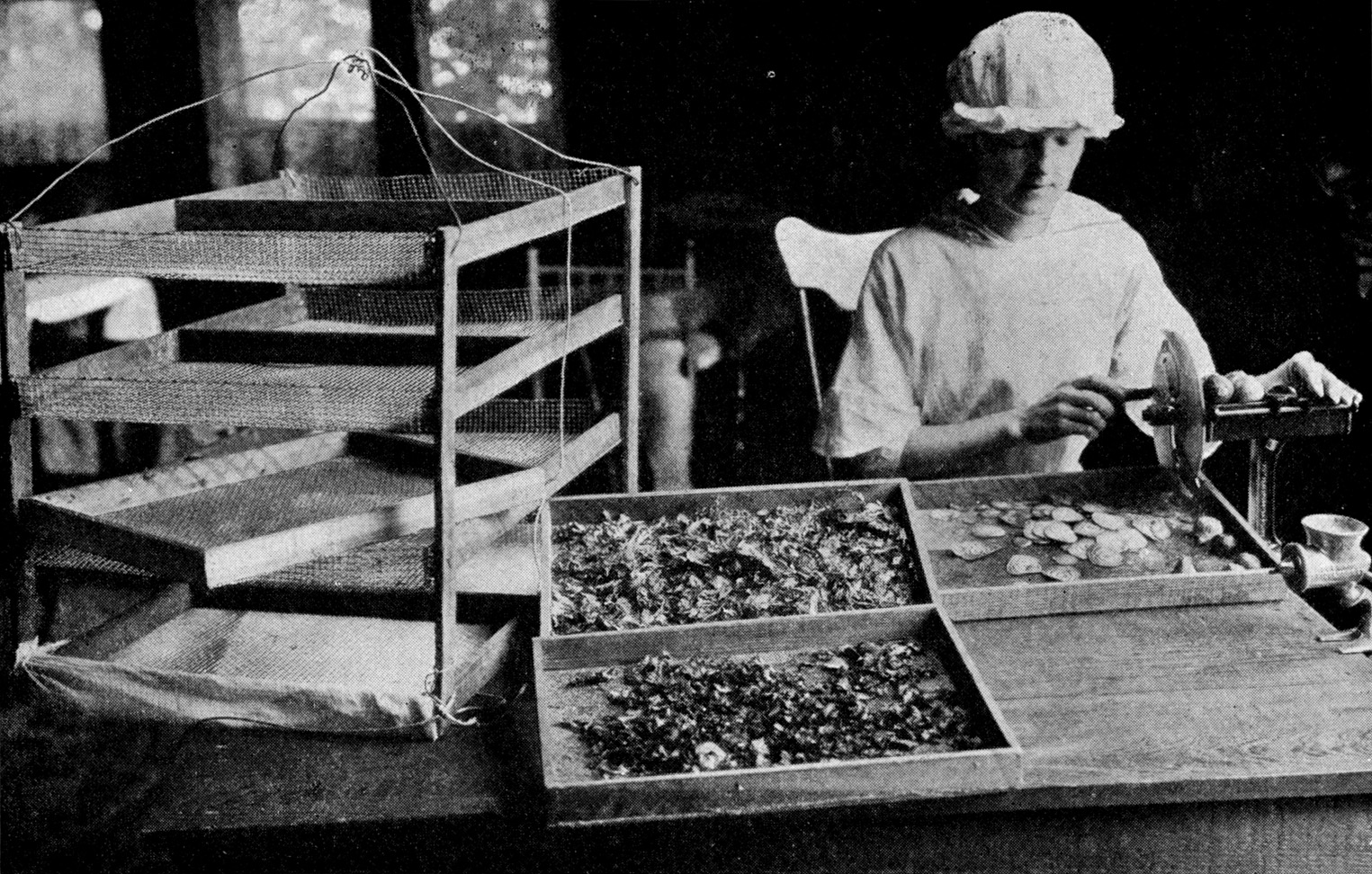
La déshydratation d'aliments est une méthode traditionnelle peu couteuse et saine.

Un déshydrateur est un dispositif ou une machine qui permet de déshydrater des aliments sans les cuire (dessiccation).
Les différents types de déshydrateurs utilisent les rayons du soleil, la chaleur d'un four ou le courant électrique. Pour une parfaite déshydratation, toutes ces techniques nécessitent une douce circulation de l'air environnant les aliments pour empêcher qu'ils se saturent en humidité.

## Historique
Les premiers déshydrateurs connus sont les séchoirs (suspension au vent, au soleil ou devant un feu), puis le four en terre et le vigneau (en air ambiant sur un cadre grillagé dans l'est du Canada), et enfin dans un bâtiment spécialisé à cet effet, tel un séchoir à châtaignes nommé clède.

## Déshydrateur solaire
C'est une cage partiellement transparente qui recueille la chaleur des rayons du soleil, dotée de trous d'aération, qui permettent une circulation d'air sec à travers des grillages sur lesquels sont placés les aliments à déshydrater.

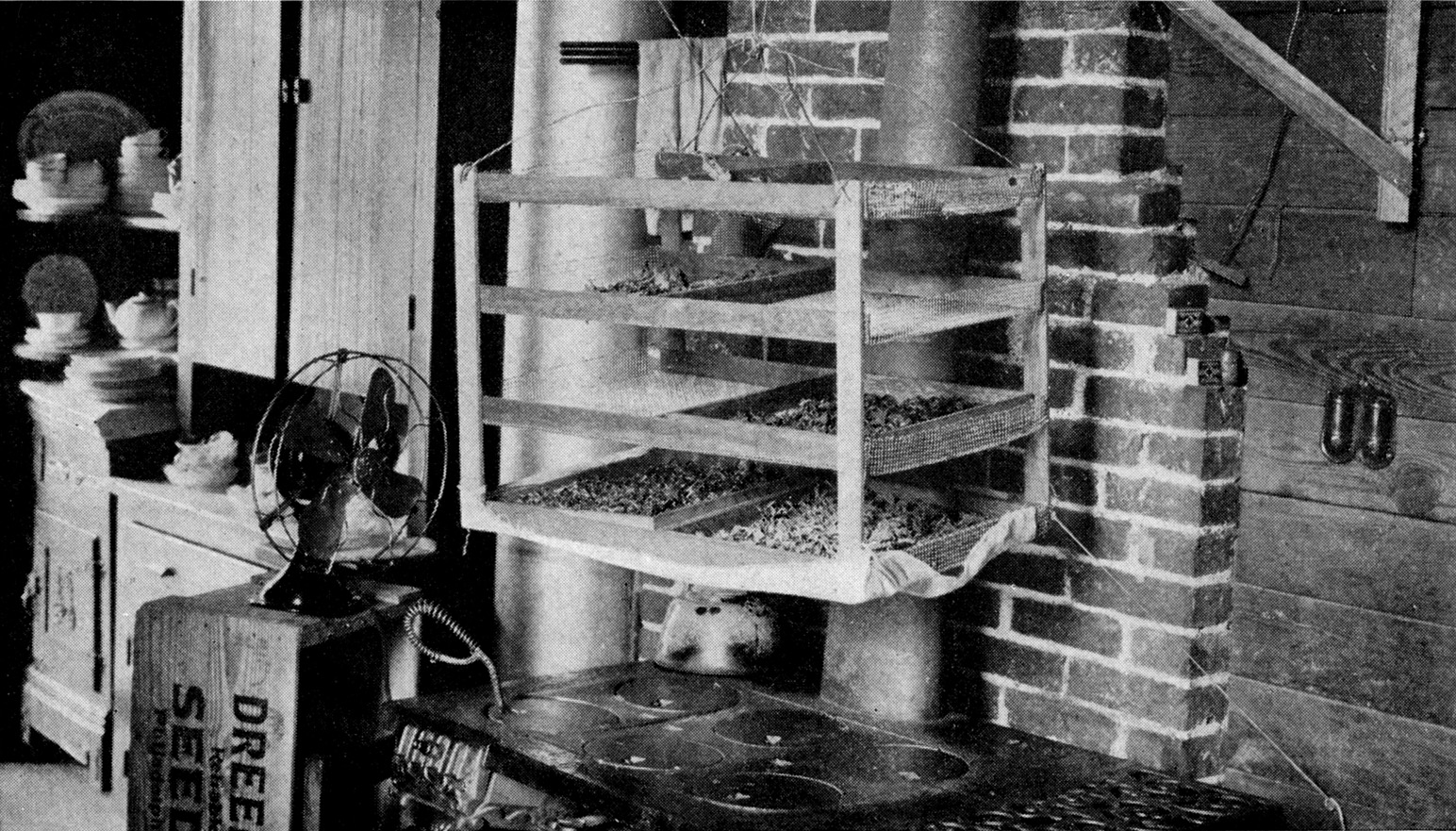
Un ancien déshydrateur d'aliments suspendus au-dessus du four.
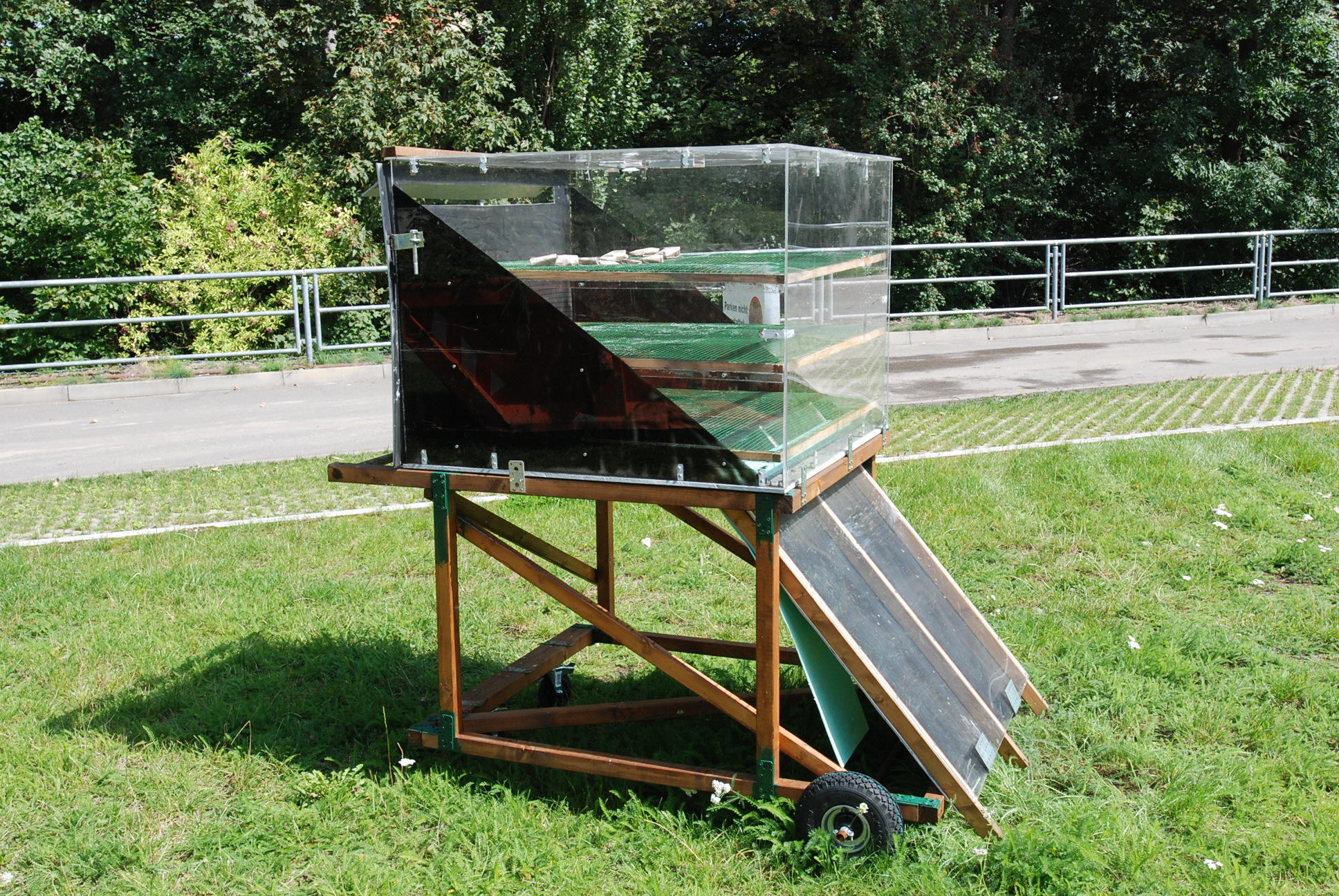
Un déshydrateur solaire moderne.

## Déshydrateur électrique
Le petit modèle à plateaux est constitué tout d'abord d'une base dans laquelle l'air est aspiré, chauffé à la température voulue, puis soufflé dans les étages supérieurs. Ces étages sont des plateaux de plastiques dans lesquels on place les aliments à déshydrater et dont le fond est un grillage criblé de trous, ce qui permet à l'air de circuler partout. Enfin, par-dessus les plateaux empilés, on place un couvercle assurant l'étanchéité nécessaire à la ventilation et au maintien de la température.
De plus gros modèles, servant à l'industrie et aux restaurateurs, ressemblent à de grands fours rectangulaires dans lesquels s'insèrent les plateaux.

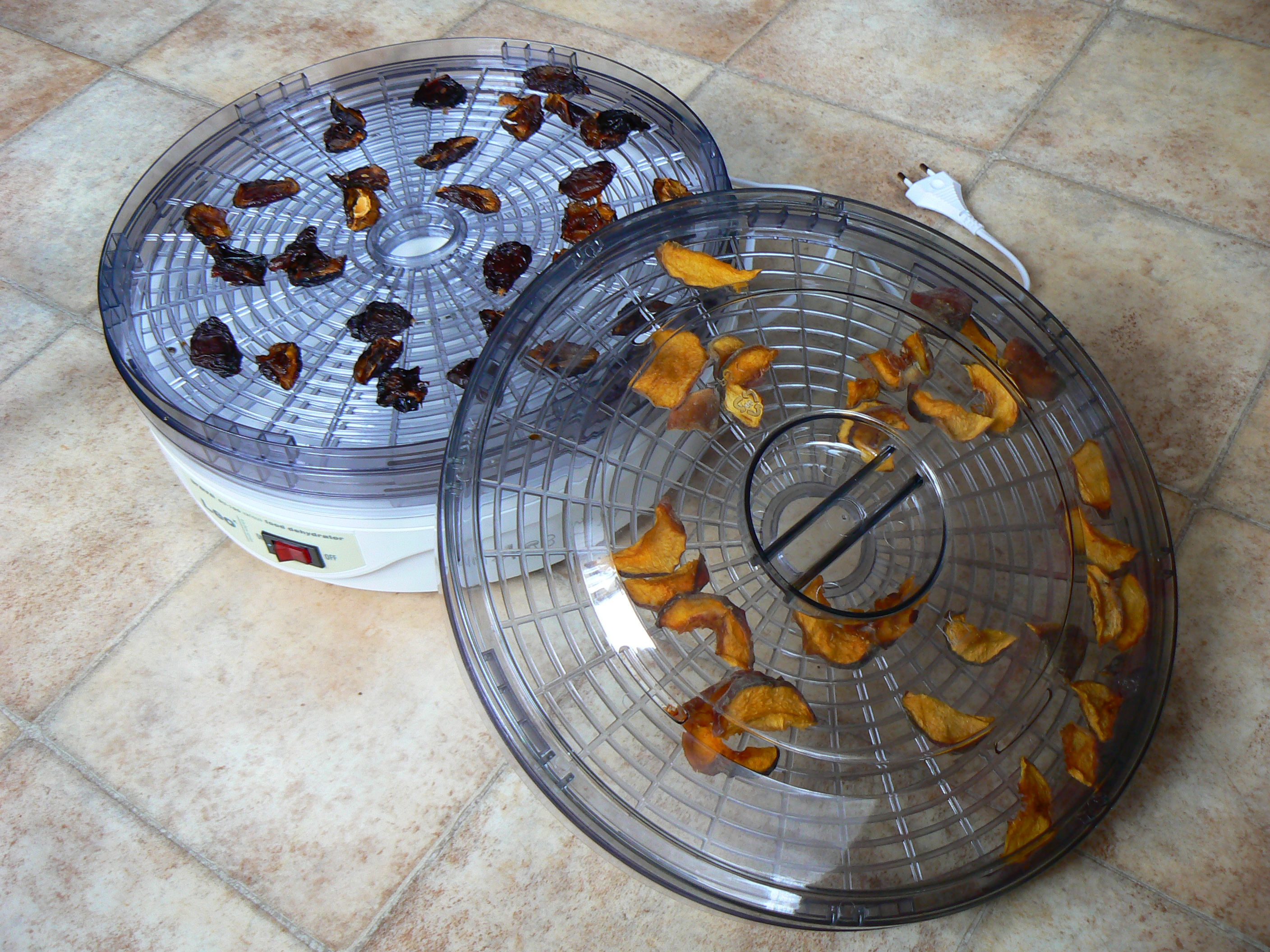
Modèle électrique dans l'est de l'Europe
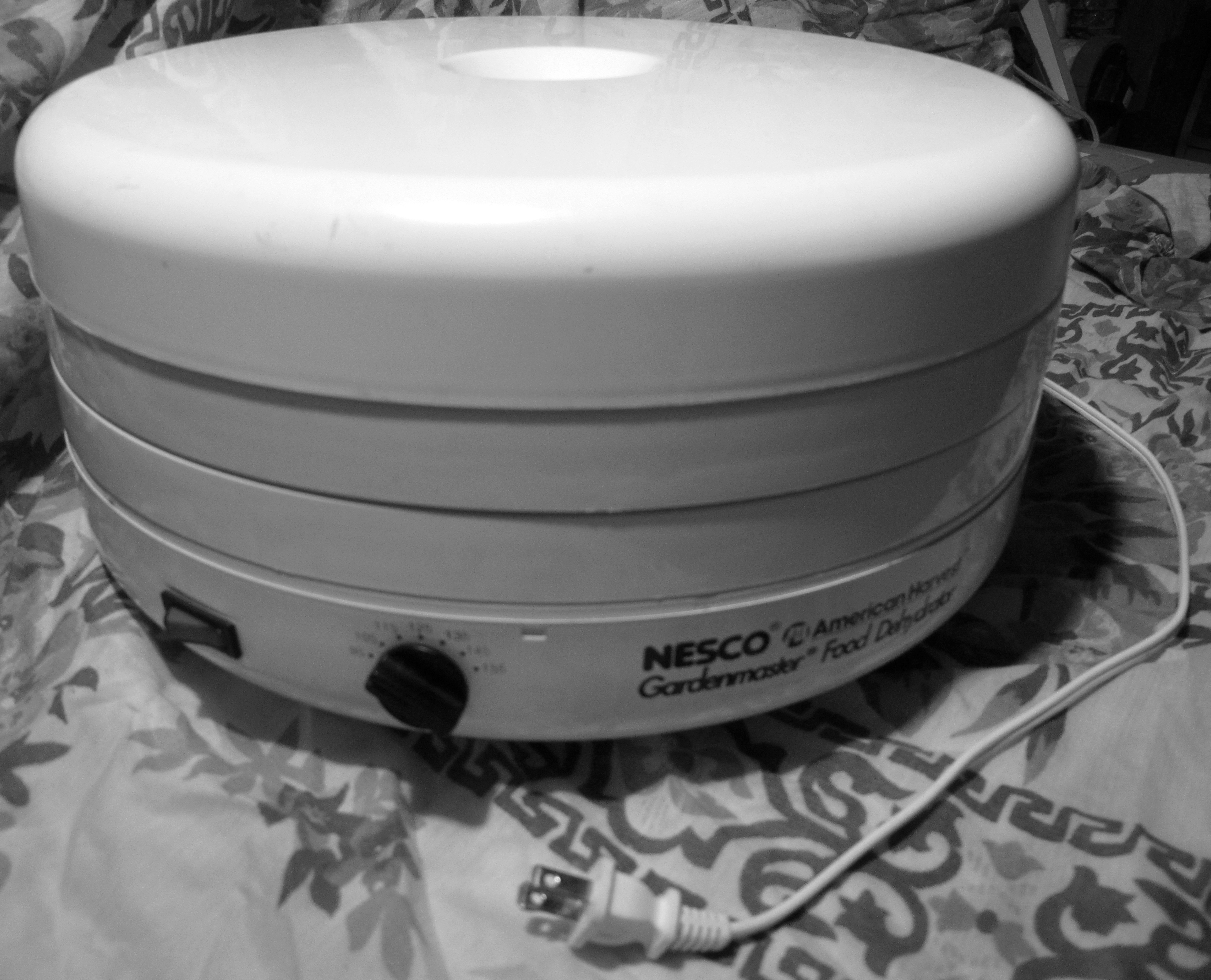
Modèle électrique américain muni d'un interrupteur et d'un contrôleur de température (de 95 à 155 degrés Farenheit).
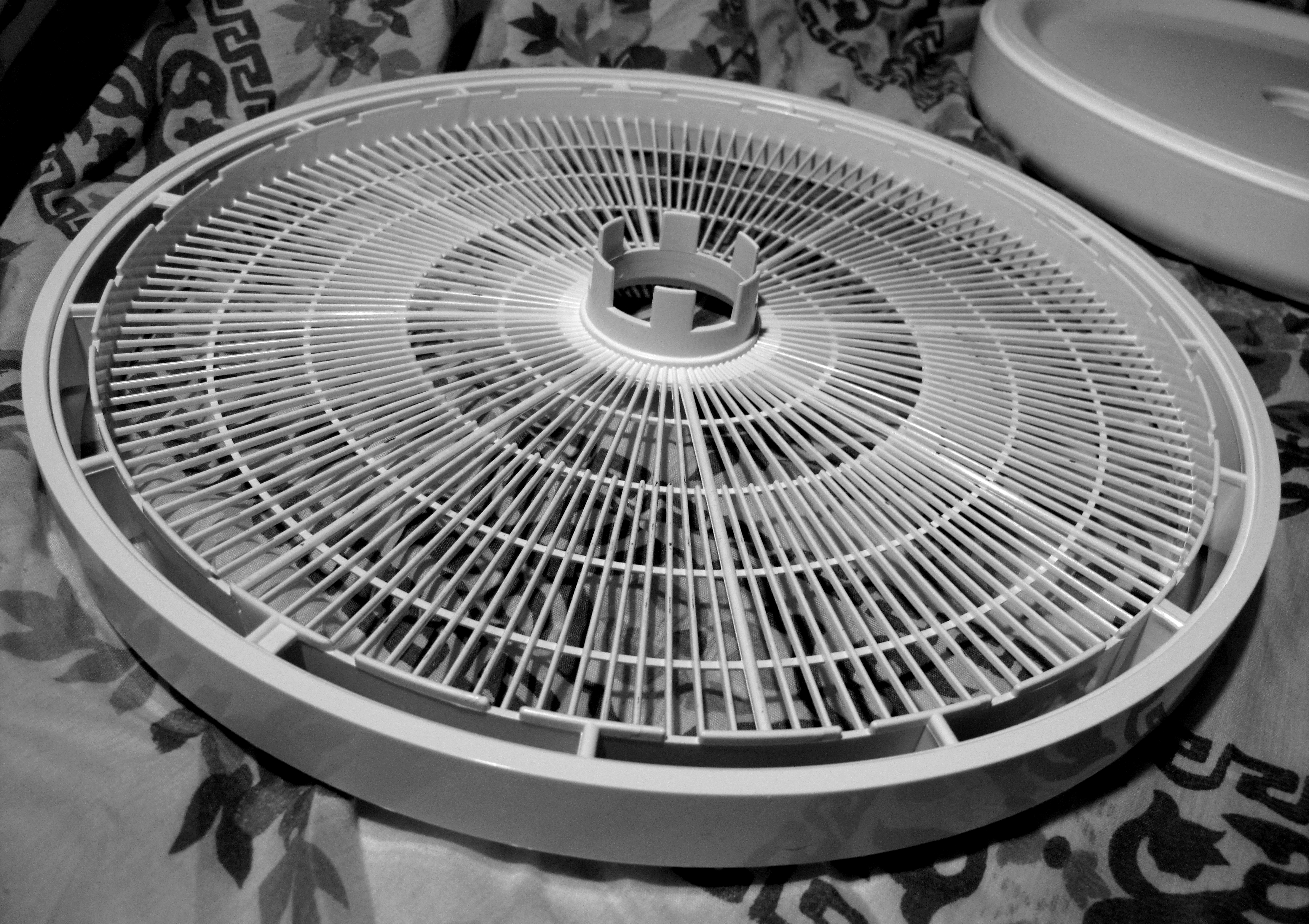
Plateau empilable de déshydrateur électrique.

## Aliments
La plupart des aliments peuvent être déshydratés, cependant les aliments gras, plus imperméables, se déshydratent moins vite et peuvent rancir. Un aliment dont la croûte a séché très vite peut aussi devenir difficile à sécher. Les aliments sont généralement tranchés assez minces afin d'offrir le maximum de surface d'évaporation.
Les aliments déshydratés les plus populaires sont les fruits séchés, dont le sucre participe aussi à la conservation. Les algues, les épices, les bouillons et les champignons sont couramment conservés déshydratés. Les viandes et les légumes déshydratés sont usuels comme nourriture de camping. On peut déshydrater autant des produits crus que des produits cuits. L'ajout de sel, de sucre ou d'autres condiments peut faciliter la conservation et apporte du goût.
Pour déshydrater des matières plus liquides comme des fruits en purée, on utilise un plateau spécial, à placer dans le plateau standard du déshydrateur, et qui ne comporte pas de trou. On obtient ce qu'on appelle un cuir de fruit.

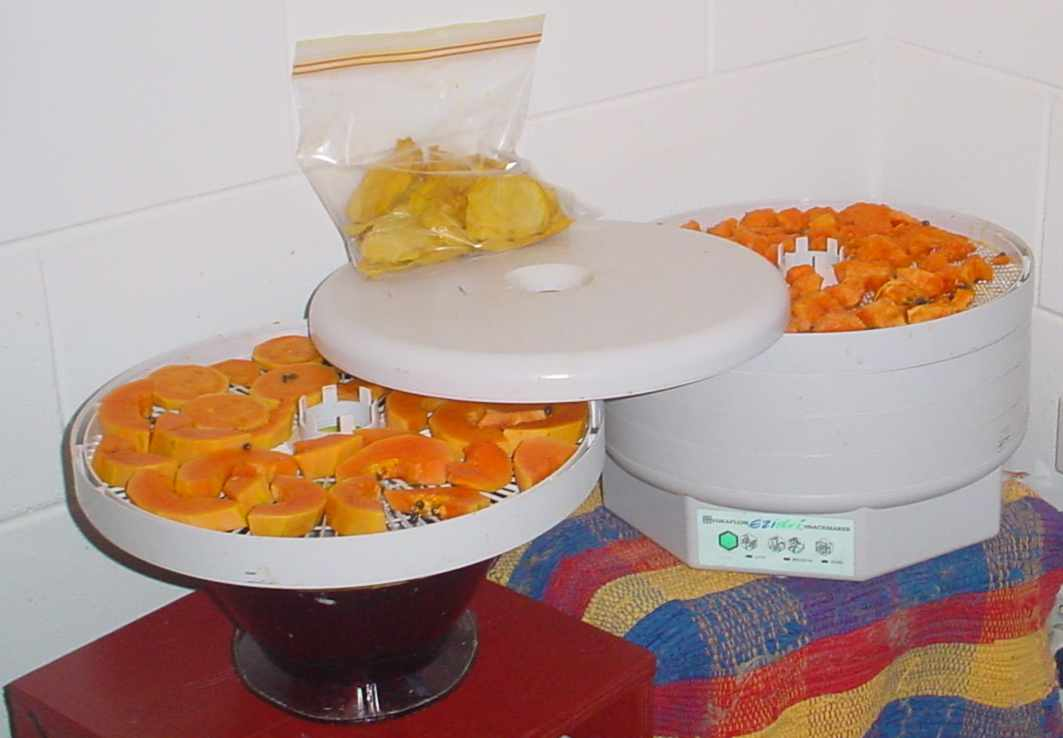
Mangues et papayes tranchées dans un déshydrateur. Le résultat se conserve bien à la température de la pièce.
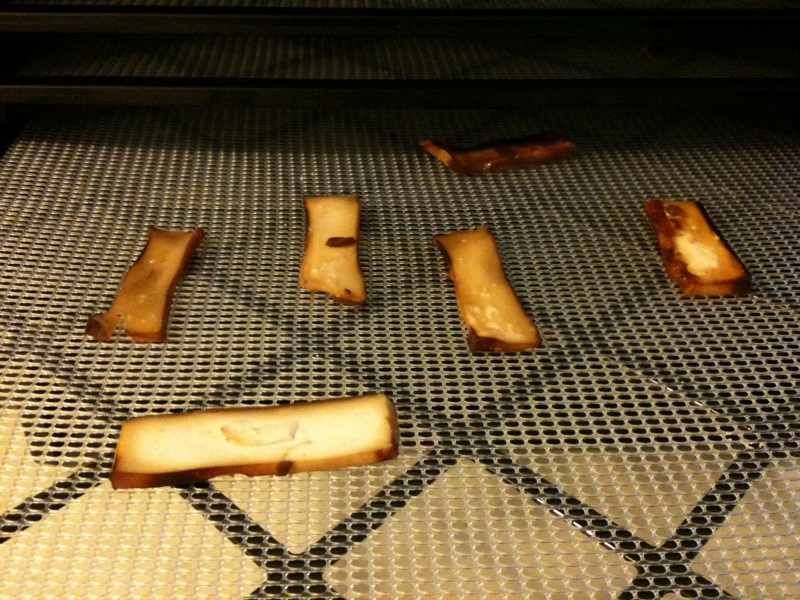
Tofu jerky séché sur un plateau de déshydrateur.
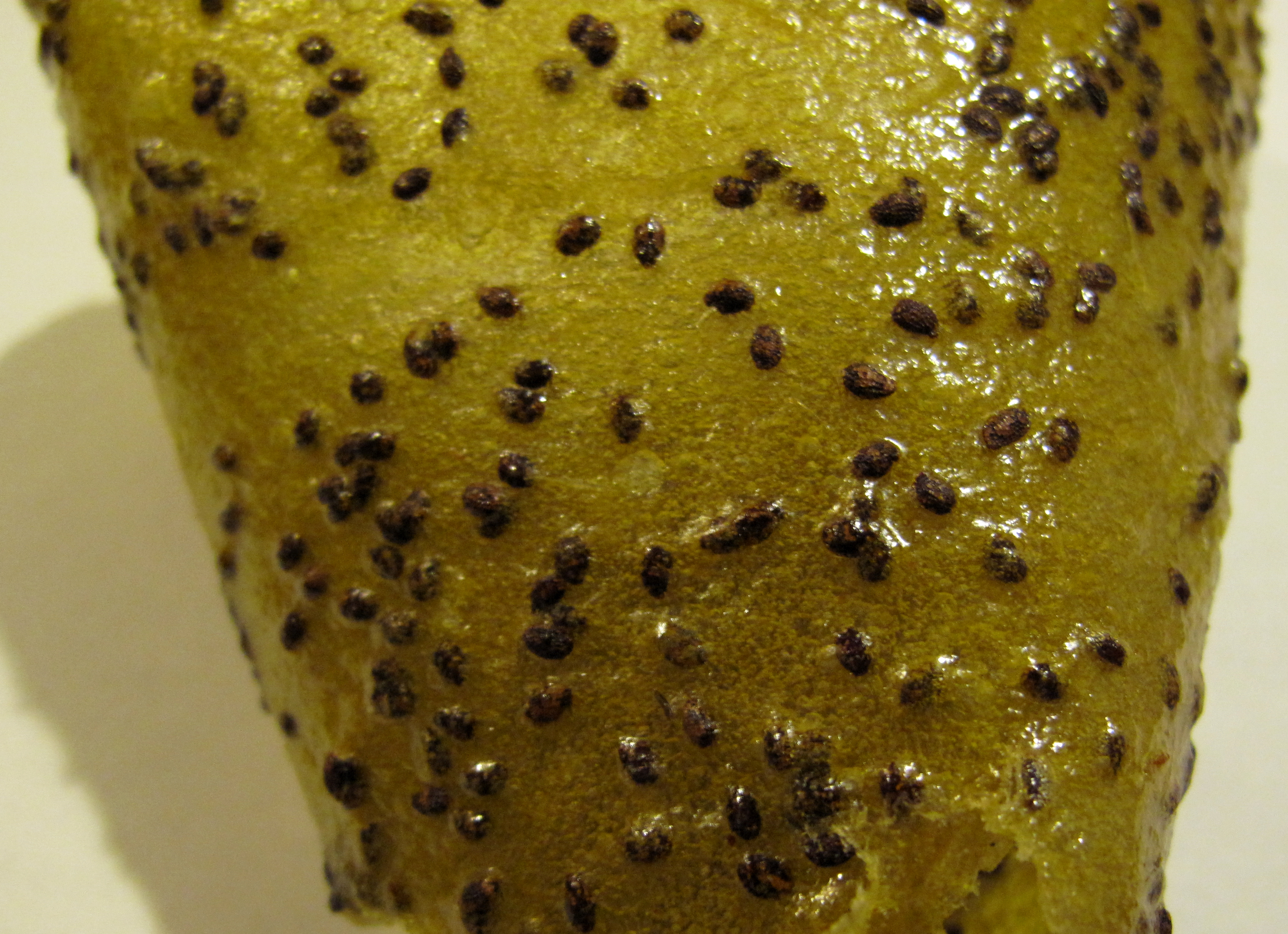
cuir de kiwi obtenu avec un déshydrateur.

### Liste de fruits couramment séchés

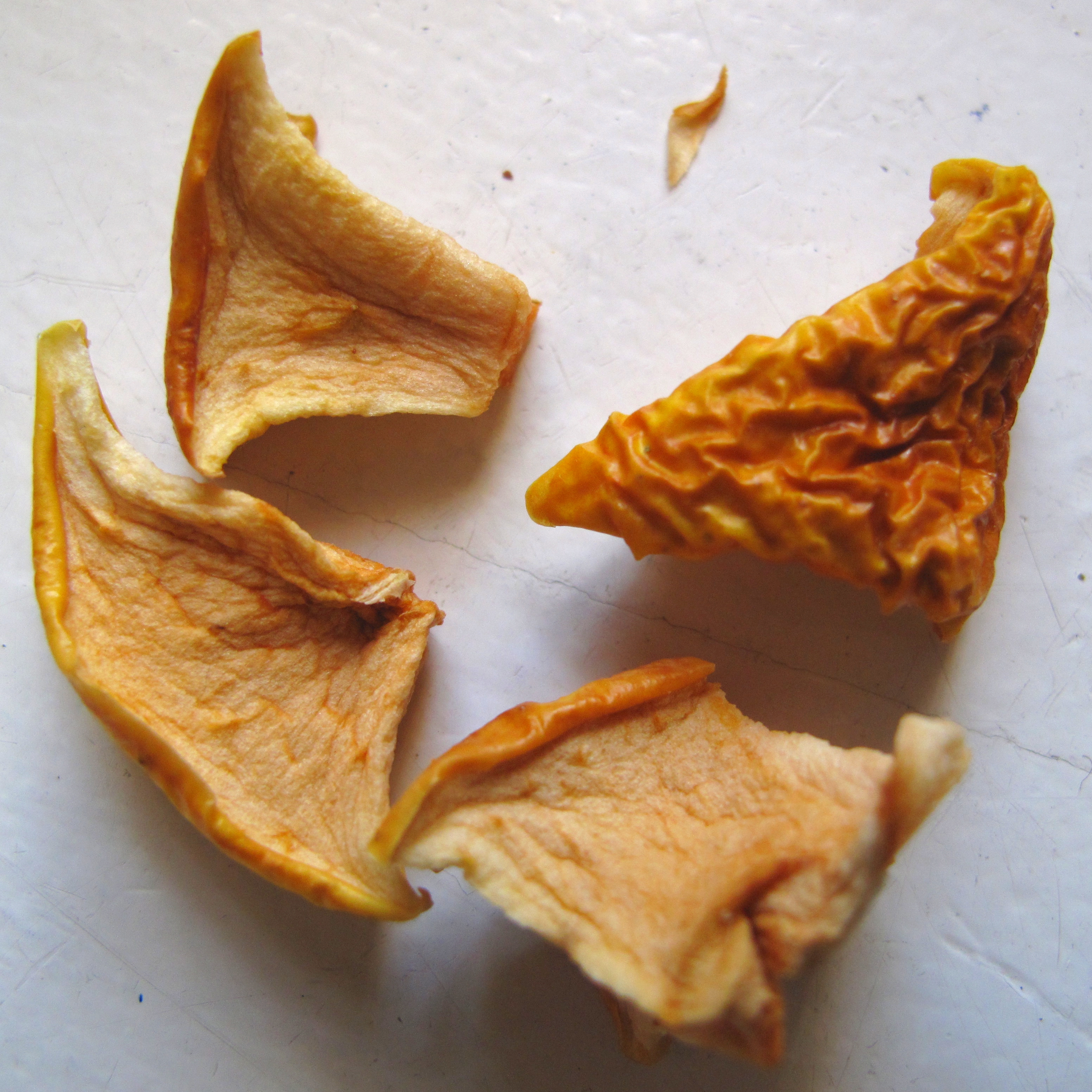
Morceaux de pommes séchés à l'aide d'un déshydrateur.

- Abricot
- Agrume (écorce)
- Ananas
- Banane
- Brugnon
- Canneberge
- Cerise
- Cynorrhodon
- Datte
  - Deglet nour
- Figue
- Kaki
- Kiwi
- Mangue
- Myrtille
- Papaye
- Pêche
- Poire
  - Poire tapée
- Pomme
- Prune
- Pruneau
- Raisin (voir raisin sec)
  - Muscat
  - Raisin de Corinthe

### Légumes fruits
Les légumes-fruits, sont consommés en tant que légumes, mais sont fruits de la plante, au sens botanique. On peut aussi déshydrater certains légumes fruits :

- Aubergine
- Champignons (Bolets)
- Chayote
- Courge, courgette, potiron, citrouille, etc.
- Litchi
- Melon
- Poivron
- Tomate (voir tomate séchée)

### Légumes
- Gingembre (une racine, non un fruit)